# (32603) Ariaeppinger
(32603) Ariaeppinger est un astéroïde de la ceinture principale.

## Description
(32603) Ariaeppinger est un astéroïde de la ceinture principale. Il fut découvert le 22 août 2001 à Socorro (Nouveau-Mexique) par le projet LINEAR. Il présente une orbite caractérisée par un demi-grand axe de 2,96 UA, une excentricité de 0,08 et une inclinaison de 8,6° par rapport à l'écliptique.